# Gvendarlaug

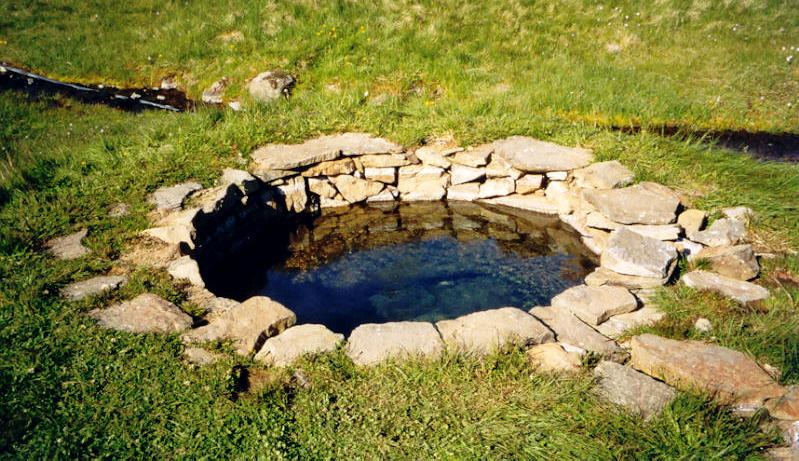
Gvendarlaug im Bjarnarfjörður

Die Gvendarlaug im Bjarnarfjörður ist eine kleine gefasste heiße Quelle in den Westfjorden von Island.
Sie liegt bei dem Bauernhof Klúka am Strandarvegur  und steht unter Denkmalschutz. Auch das neue Schwimmbad in der Nähe heißt Gvendarlaug. Man sagt, dass der Bischof von Hólar, Guðmundur góði Arason (1161–1237) das Wasser geweiht haben soll. Gvendur ist die Koseform des Namens Guðmundur. Es gibt noch weitere Gvendarlaugar und Gvendarbrunnar auf Island, denen man eine heilende Wirkung nachsagt. 